# Pravoševo
Pravoševo (Servisch cyrillisch Правошево) is een plaats in de Servische gemeente Prijepolje. De plaats telt 85 inwoners (2002).